# Sierra de Fuentes
Sierra de Fuentes é um município da Espanha na comarca de Cáceres, província de Cáceres, comunidade autónoma da Estremadura. Tem 25 km² de área e em 2021 tinha 1 984 habitantes (densidade: 79,4 hab./km²). Faz parte da Mancomunidade da Serra de Montánchez.

## Demografia
| Variação demográfica do município entre 1991 e 2004 [carece de fontes?] | Variação demográfica do município entre 1991 e 2004 [carece de fontes?] | Variação demográfica do município entre 1991 e 2004 [carece de fontes?] | Variação demográfica do município entre 1991 e 2004 [carece de fontes?] |
| ----------------------------------------------------------------------- | ----------------------------------------------------------------------- | ----------------------------------------------------------------------- | ----------------------------------------------------------------------- |
| 1991                                                                    | 1996                                                                    | 2001                                                                    | 2004                                                                    |
| 1521                                                                    | 1689                                                                    | 1774                                                                    | 1871                                                                    |